# Guy Vanhengel
Guy Vanhengel (Brussel, 10 juni 1958)  is een voormalig Belgisch politicus voor de liberale Open Vld. Hij werd zowel minister in de federale regering, de Vlaamse regering en de Brusselse Hoofdstedelijke Regering. 

## Levensloop
Vanhengel studeerde in 1979 af als onderwijzer aan de Karel Buls Normaalschool, waarna hij tot in 1981 leraar was aan de Kakelbontschool van Laken.
Toen de vrije Radio Contact op 1 maart 1980 van start ging, vervoegde Guy Vanhengel onmiddellijk het Nederlandstalig team als nieuwsmedewerker en informatieverantwoordelijke, hetgeen hij bleef tot in 1982. Van 1979 tot 1988 was hij eveneens plaatselijk correspondent van de krant Het Laatste Nieuws. 
Na zijn legerdienst ging hij in 1982 als woordvoerder werken bij toenmalig staatssecretaris voor Brusselse Zaken Annemie Neyts, wat hij bleef tot hij in 1984. Vervolgens was hij van 1984 tot 1985 woordvoerder van zijn partij PVV, waarna hij van 1985 tot 1988 woordvoerder was van toenmalig vicepremier en minister van Begroting Guy Verhofstadt en van 1988 tot 1989 woordvoerder van toenmalig Vlaams minister van Cultuur Patrick Dewael en directeur van Toerisme Vlaanderen was. Van 1989 tot 1995 was hij opnieuw woordvoerder van de PVV (1989-1992) en vervolgens de VLD (1992-1995). Daarnaast was hij van 1985 tot 1995 bestuurslid bij de Brusselse Huisvestingsmaatschappij, van 1992 tot 1995 bestuurder bij de openbare omroep BRTN en van 1994 tot 1995 bestuurslid bij de Vlaamse Audiovisuele Regie.
In 1983 werd Vanhengel voor de PVV verkozen tot OCMW-raadslid van Evere en bleef dit tot in 1988. Van 1989 tot 2024 was hij gemeenteraadslid van de gemeente. 
In 1995 werd hij in opvolging van Annemie Neyts lid van het Brussels Hoofdstedelijk Parlement. Ook in 1999 belandde hij als opvolger in dit parlement, nadat Annemie Neyts in de gewestelijke regering was benoemd. Hij zetelde er tot in oktober 2000 en was van 1995 tot 2000 secretaris van het Brusselse parlement. Van juli 1999 tot oktober 2000 was hij ook voorzitter van de Raad van Vlaamse Gemeenschapscommissie te Brussel. In 2004 en 2009 werd Vanhengel opnieuw verkozen in het Brussels Hoofdstedelijk Parlement en van juni 2010 tot december 2011 zetelde hij voor de kieskring Brussel-Halle-Vilvoorde in de Kamer van volksvertegenwoordigers.
In oktober 2000 werd hij in opvolging van Annemie Neyts minister van Financiën en Begroting en Buitenlandse Betrekkingen in de Brusselse Hoofdstedelijke Regering en bleef deze functie uitoefenen tot in juli 2009. Ook was hij van juli 2002 tot juni 2003 als opvolger van Bert Anciaux minister van Sport en Brusselse Aangelegenheden in de Vlaamse Regering. Als minister in de Brusselse Hoofdstedelijke Regering was hij van 2000 tot 2009 ook voorzitter van het College van de Vlaamse Gemeenschapscommissie. In dit college was hij bevoegd voor Onderwijs, Vorming, Begroting en Communicatie en tevens was hij van 2000 tot 2009 collegelid in de Gemeenschappelijke Gemeenschapscommissie, bevoegd voor Bijstand aan Personen, Openbaar Ambt, Gezondheid en Begroting. 
In juli 2009 stapte Vanhengel over naar de federale regering. Na het vertrek van Karel De Gucht uit de federale regering om Louis Michel als Europees commissaris te vervangen, werd Vanhengel op 17 juli 2009 vicepremier en minister van Begroting. Dit bleef hij tot in december 2011, toen de regering-Di Rupo aan de macht kwam.
Vervolgens keerde Vanhengel terug naar de Brusselse Hoofdstedelijke Regering. Van december 2011 tot juli 2019 was hij in deze regering minister van Begroting en Financiën en vanaf juli 2014 tevens minister van Externe Betrekkingen en Ontwikkelingssamenwerking. Van 2011 tot 2019 was hij ook opnieuw voorzitter van het College van de Vlaamse Gemeenschapscommissie en als collegelid bevoegd voor Onderwijs, Vorming en Begroting en vanaf 2014 ook Studentenzaken.
In 2014 en 2019 werd Vanhengel opnieuw verkozen in het Brussels Hoofdstedelijk Parlement. Na de gewestverkiezingen van mei 2019 werd hij in de daarop gevormde regering-Vervoort III geen minister meer, ten voordele van zijn partijgenoot Sven Gatz. Vanhengel werd vervolgens tot aan het einde van zijn parlementaire loopbaan eerste ondervoorzitter van het Brusselse parlement. Bij de Brusselse gewestverkiezingen van juni 2024 stelde hij  zich niet langer kandidaat.
Sinds 2022 is Vanhengel voorzitter van de raad van bestuur van GIBBIS, de koepelorganisatie van Brusselse ziekenhuizen.
- Gemeinsame Normdatei: 102615703X
- International Standard Name Identifier: 0000 0003 8187 8415
- MusicBrainz: 34b73a70-fb87-4d67-808e-6e3e6e02e608
- Virtual International Authority File: 263356808
- WorldCat: E39PBJpv4MJGQc9vXdrXJghT73